# Nistor Bădiceanu
Nistor Bădiceanu (n. 19 martie 1928, Marghita - 4 martie 2005, Oradea) a fost un senator român în legislatura 1992-1996 și în legislatura 1996-2000 ales în județul Bihor pe listele partidului PNTCD. În legislatura 1996-2000, Nistor Bădiceanu a fost membru în grupurile parlamentare de prietenie cu Republica Franceză-Senat, Republica Chile, Statele Unite Mexicane și Republica Coreea. Nistor Bădiceanu a decedat la data de 4 martie 2005 într-un accident rutier, la 77 de ani, împreună cu soția sa.